# Dyckman Street (linea IRT Broadway-Seventh Avenue)
Dyckman Street è una fermata della metropolitana di New York situata sulla linea IRT Broadway-Seventh Avenue. Nel 2019 è stata utilizzata da 2 079 656 passeggeri. È servita dalla linea 1, attiva 24 ore su 24.

## Storia
La stazione fu aperta il 12 marzo 1906. Nel 2004 è stata inserita nel National Register of Historic Places.

## Strutture e impianti
La stazione è posta su un viadotto, ha due banchine laterali e due binari. Al di sotto del piano binari si trova un fabbricato viaggiatori integrato nella struttura del viadotto, dove sono posizionati i tornelli e le scale per le banchine. L'ingresso del fabbricato affaccia sull'intersezione tra Nagle Avenue, Dyckman Street e Hillside Avenue. Un ascensore rende la banchina in direzione sud accessibile alle persone con disabilità motoria.

## Interscambi
La stazione è servita da alcune autolinee gestite da MTA Bus e NYCT Bus.
- Fermata autobus